# Sven Peters
Sven Peters (* 14. Oktober 1970) ist ein ehemaliger Fußballspieler aus der DDR.

## Sportlicher Werdegang
Seine fußballerische Laufbahn begann Peters bei der BSG Schiffahrt/Hafen Rostock. Er wechselte im April 1990 für seinen letztlich einzigen Oberligaeinsatz zum F.C. Hansa Rostock. Beim Auswärtsspiel am 7. April 1990 gegen Dynamo Dresden (1:1) wurde er in der 82. Spielminute von Hansa-Trainer Werner Voigt für Henri Fuchs eingewechselt. Bereits am Folgetag, dem 8. April 1990, lief Peters beim Auswärtsspiel bei Post Neubrandenburg wieder für Hafen Rostock auf. Mit Hafen Rostock spielte er in der zweitklassigen DDR-Liga und erzielte während seiner 41 Einsätze sieben Tore.
Ab 1992 schloss sich Sven Peters verschiedenen unterklassig angesiedelten Vereinen, wie etwa der Flensburger SVgg 08, SV Lurup, TuS Holstein Quickborn und SpVgg Blau-Weiß 96 Schenefeld, an.